# Strömsund
Strömsund ou Estromsúndia[a] é uma pequena cidade da província histórica de Jämtland. 
Tem cerca de 3 589 habitantes  e é a sede do município de Strömsund, no condado de Jämtland situado no norte da Suécia. Está situada a 100 km a nordeste de Östersund. É atravessada pela estrada europeia E45, que liga Gällivare a Gotemburgo.